# Jordan Mitkov
Jordan Manolov Mitkov (in bulgaro Йордан Манолов Митков?; Asenovgrad, 3 aprile 1956) è un ex sollevatore bulgaro.
Ha gareggiato nella categoria dei pesi medi (fino a 75 kg.) vincendo un'Olimpiade ed altre medaglie mondiali ed europee.
Ha realizzato anche quattro record del mondo, di cui uno nello strappo, due nello slancio ed uno nel totale.

## Palmarès

### Olimpiadi
- 1 medaglia:
  - 1 oro (Montréal 1976 nei -75 kg)

### Mondiali
- 2 medaglie:
  - 1 oro (Montréal 1976 nei -75 kg, competizione olimpica valida anche come Campionato mondiale)
  - 1 argento (Mosca 1975 nei -75 kg)

### Europei
- 3 medaglie:
  - 1 oro (Varna 1979 nei -75 kg)
  - 1 argento (Mosca 1975 nei -75 kg, competizione mondiale valida anche come Campionato europeo)
  - 1 bronzo (Berlino Est 1976 nei -75 kg).